# Тав'яно
Тав'яно (італ. Taviano, сиц. Tajanu) — муніципалітет в Італії, у регіоні Апулія, провінція Лечче.
Тав'яно розташований на відстані близько 520 км на південний схід від Рима, 165 км на південний схід від Барі, 45 км на південь від Лечче.
Населення — 12 314 осіб (2014).
Щорічний фестиваль відбувається 11 листопада. Покровитель — святий Мартин Турський.

## Демографія
Населення за роками:

Станом на 1 січня 2023 року в муніципалітеті офіційно проживало 360 іноземців з 32 країн, серед них 65 громадян країн Євросоюзу та 3 громадяни України.

## Сусідні муніципалітети
- Казарано
- Галліполі
- Матіно
- Меліссано
- Ракале